# VNV Nation
VNV Nation är en elektronisk musikgrupp som bildades i London, England och som kombinerar techno och synthpop till något som bandet själva definierar som futurepop. Musiken varierar från elektronisk dansmusik, ballader, och klassiskt inspirerad musik. 
Musikaliskt hämtar de inspiration från samtida underjordisk klubbkultur, industriell och klassisk musik. Deras musik är helt och hållet elektronisk, och inga akustiska instrument nyttjas i deras skapande. Bandet består av två medlemmar: Ronan Harris och Mark Jackson. Ronan Harris kommer ursprungligen från Dublin, Irland, medan Mark Jackson ursprungligen kommer från London, England.
Bandet har sedan bildandet 1994 turnerat världen runt och besökt Sverige ett flertal gånger. Enligt dem själva hämtas inspiration till texterna från krocken mellan moderna och gamla Europa, där teknologi och mytologi samexisterar asymbiotiskt. VNV står för "Victory not Vengeance".
Ronan Harris har vid sidan av VNV Nation även ett band vid namn Modcom.
Både Ronan Harris och Mark Jackson figurerar även, ihop och var för sig, som discjockeyer på klubbar.

## Diskografi

### Fullängdsalbum och EP
- Body Pulse (1990)
- Strength of Youth  (1990)
- Advance and Follow  (1995)
- Praise the Fallen (1998)
- Solitary (EP) (1998)
- Empires (1999)
- Standing / Burning Empires (2000)
- Advance and Follow (v2)  (2001)
- Futureperfect (2002)
- Matter + Form (2005)
- Judgement (2007)
- Of Faith, Power and Glory (2009)
- Automatic (2011)
- Transnational (2013)
- Resonance (2015)
- Noire (2018)
- Electric Sun (2023)
- Construct // Destruct (2025)

### Singlar
- "Darkangel" (1999)
- "Standing" (2000)
- "Genesis" (2001)
- "Beloved"  (2002)
- "Honour 2003" (2003)
- "Chrome" (2005)
- "Control" (2011)

### DVD
- Pastperfect (2004)
- Reformation 01 (2009)